# Jason Day

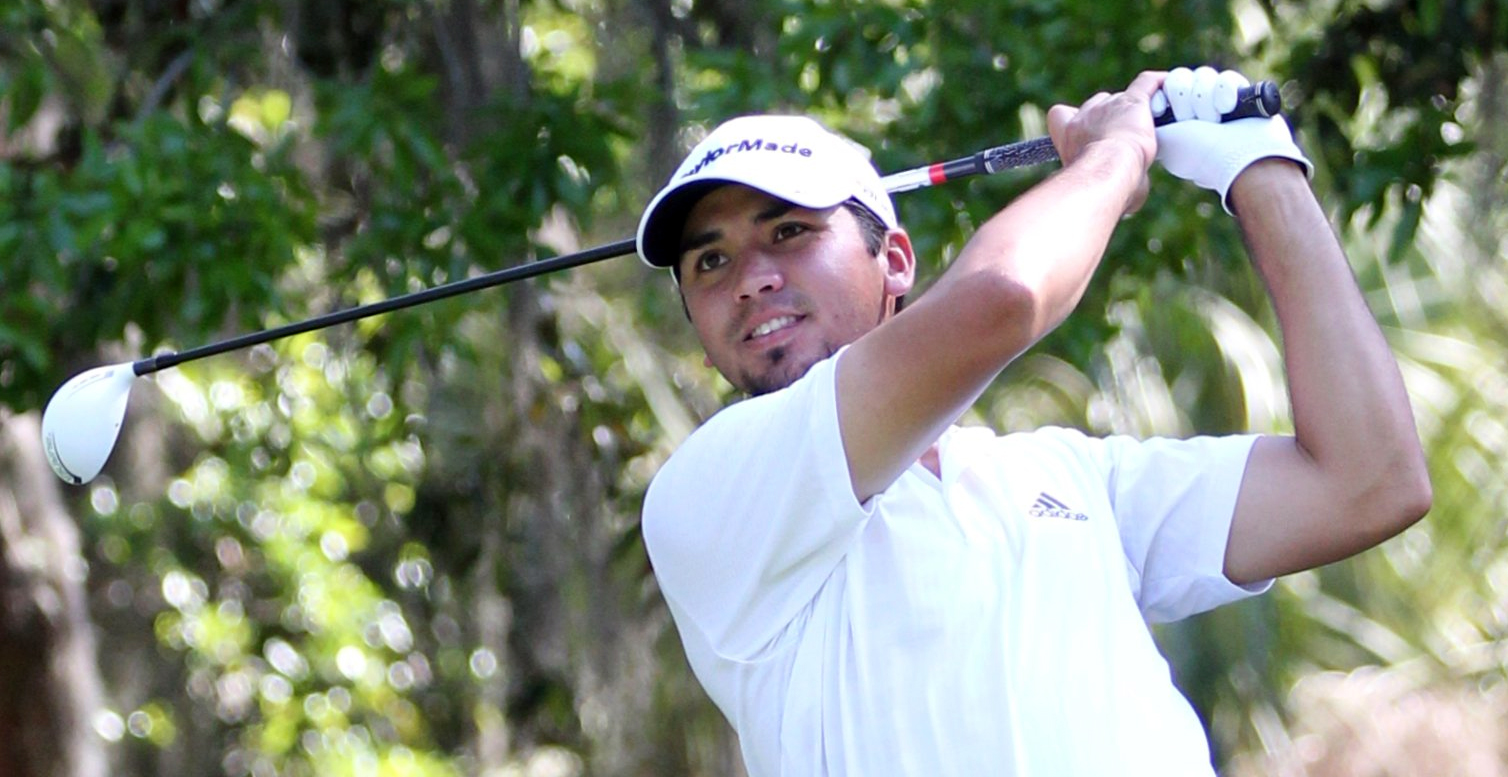
Jason Day 2011.

Jason Day, född 12 november 1987, är en australiensisk professionell golfspelare som är medlem på PGA Touren. Han var tidigare rankad som världens bästa golfspelare enligt Official World Golf Ranking och rankades på topp 10 i världen för första gången i juni 2011. I februari 2014 vann Day sin första WGC tävling, WGC-Accenture Match Play Championship. Han skulle återupprepa segern 2016. 

## Biografi
Jason Day är född i Beaudesert, Queensland och började spela golf som sexåring. Days mor kommer från Filippinerna men flyttade till Australien på 1980-talet och mötte Alvin Day, med vilken hon fick tre barn. Alvin Day dog när Jason var 12 år gammal. 
Som amatör blev Day tilldelad Australian Junior Order of Merit två gånger och han vann Queensland Amateur 2004, vilket gjorde honom till tävlingens yngsta vinnare i mästerskapets historia. Samma år vann han även Callaway World Junior Championship i USA.

## Professionella segrar

### PGA Tour
| No. | Datum       | Tävling                               | Resultat        | Mot par | Segermarginal | Runner(s)-up                                  |
| --- | ----------- | ------------------------------------- | --------------- | ------- | ------------- | --------------------------------------------- |
| 1   | 23 maj 2010 | HP Byron Nelson Championship          | 66-65-67-72=270 | −10     | 2 slag        | Blake Adams, Brian Gay, Jeff Overton          |
| 2   | 23 Feb 2014 | WGC-Accenture Match Play Championship | 23 hål          | 23 hål  | 23 hål        | Victor Dubuisson                              |
| 3   | 8 Feb 2015  | Farmers Insurance Open                | 73-65-71-70=279 | −9      | Särspel       | Harris English, J. B. Holmes, Scott Stallings |
| 4   | 26 Jul 2015 | RBC Canadian Open                     | 68-66-69-68=271 | −17     | 1 slag        | Bubba Watson                                  |
| 5   | 16 Aug 2015 | PGA Championship                      | 68-67-66-67=268 | −20     | 3 slag        | Jordan Spieth                                 |
| 6   | 30 Aug 2015 | The Barclays                          | 68-68-63-62=261 | −19     | 6 slag        | Henrik Stenson                                |
| 7   | 20 Sep 2015 | BMW Championship                      | 61-63-69-69=262 | −22     | 6 slag        | Daniel Berger                                 |
| 8   | 20 Mar 2016 | Arnold Palmer Invitational            | 66-65-70-70=271 | −17     | 1 slag        | Kevin Chappell                                |
| 9   | 27 Mar 2016 | WGC-Dell Match Play (2)               | 5 & 4           | 5 & 4   | 5 & 4         | Louis Oosthuizen                              |
| 10  | 15 maj 2016 | The Players Championship              | 63-66-73-71=273 | −15     | 4 slag        | Kevin Chappell                                |
| 11  | 29 Jan 2018 | Farmers Insurance Open (2)            | 73-64-71-70=278 | -10     | Särspel       | Alexander Norén, Ryan Palmer                  |

### Majorsegrar
| År   | Mästerskap       | Efter 54 hål    | Resultat        | Mot par | Segermarginal | Runner-up     | Golfbana          |
| ---- | ---------------- | --------------- | --------------- | ------- | ------------- | ------------- | ----------------- |
| 2015 | PGA Championship | 2 slags ledning | 68-67-66-67=268 | -20     | 3 slag        | Jordan Spieth | Whistling Straits |

### Resultat i majors, tidslinje
| Tournament            | 2010 | 2011 | 2012 | 2013 | 2014 | 2015 | 2016 | 2017 | 2018 |
| --------------------- | ---- | ---- | ---- | ---- | ---- | ---- | ---- | ---- | ---- |
| Masters Tournament    | DNP  | T2   | WD   | 3    | T20  | T28  | T10  | T22  |      |
| U.S. Open             | DNP  | 2    | T59  | T2   | T4   | T9   | T8   | CUT  |      |
| The Open Championship | T60  | T30  | DNP  | T32  | T58  | T4   | T22  | T27  |      |
| PGA Championship      | T10  | CUT  | CUT  | T8   | T15  | 1    | 2    | T9   |      |

CUT = Missad kvalgräns
WD = withdrew
"T" = Delning
DNP = Did not play